# HD 283869
HD 283869 è una stella di magnitudine 10,6 visibile nella costellazione del Toro. Dista 155 anni luce dal sistema solare e fa parte delle Iadi, l'ammasso aperto più vicino alla Terra. Nel 2018, con il metodo del transito, è stato scoperto un pianeta extrasolare in orbita attorno ad essa, del tipo super Terra e situato nella zona abitabile della stella.

## Caratteristiche
HD 283869 è una nana arancione di tipo spettrale K7, avente una massa ed un raggio rispettivamente 0,74 e 0,66 volte quelli del Sole. La sua temperatura superficiale è di circa 4655 K e la metallicità è del 40% superiore a quella della nostra stella.

## Sistema planetario
HD 283869 b è stato scoperto nel 2018 usando i dati della missione estesa (K2) del telescopio spaziale Kepler. Orbita a 0,4 UA dalla stella, meno luminosa del Sole, ed è quindi probabilmente situato nella zona abitabile della stessa, dove le condizioni climatiche del pianeta potrebbero consentire la presenza di acqua liquida sulla sua superficie. La temperatura di equilibrio stimata è infatti di circa 255 K, circa la stessa della Terra,, o 264 K come indica invece il Planetary Habitability Laboratory dell'Università di Portorico ad Arecibo, che stima in 77 il suo indice di similarità terrestre.
Con un raggio quasi doppio rispetto a quello terrestre, il pianeta ha una massa che va da 4,5 a 8,5 volte quello della Terra, a seconda della sua densità, non nota con precisione.

### Prospetto planetario
Sotto, un prospetto del sistema di HD 283869:
| Pianeta | Tipo        | Massa      | Raggio  | Periodo orb. | Sem. maggiore | Incl. orbita | Scoperta |
| ------- | ----------- | ---------- | ------- | ------------ | ------------- | ------------ | -------- |
| b       | Super Terra | 6,5 ± 2 M⊕ | 1,96 R⊕ | 106 giorni   | 0,4 UA        | 89,744°      | 2018     |